# Banaj
Banaj är en ort i Albanien.   Den ligger i prefekturen Qarku i Beratit, i den centrala delen av landet, 60 kilometer söder om huvudstaden Tirana. Banaj ligger 25 meter över havet och antalet invånare är 2 500.
Terrängen runt Banaj är platt västerut, men österut är den kuperad.  
Trakten runt Banaj består till största delen av jordbruksmark.  Runt Banaj är det ganska tätbefolkat, med 160 invånare per kvadratkilometer.